# Nitrogénkörforgás

A nitrogén körforgása a légkör, a szárazföld és a tenger között

A nitrogénkörforgás vagy nitrogénciklus a biogeokémiai ciklusok egyike, melynek során a nitrogén különféle vegyületekben cirkulál a légkör, valamint a szárazföldi és vízi ökoszisztémák között. Átalakulása egyik vegyületből a másikba egyaránt történhet fizikai és biológiai folyamatok révén. Ezen folyamatok közül a legfontosabb a nitrogénmegkötés, az ammonifikáció, a nitrifikáció és a denitrifikáció. A nitrogén legnagyobb forrása az atmoszféra, amely 78%-ban nitrogéngázból (N2) áll; kémiai semlegessége miatt azonban az élő szervezetek csak nehezen tudják felhasználni, ezért a legtöbb ökoszisztémában az ideálisnál kevesebb a nitrogén.
Az ipari forradalom óta az ember drámai módon beleavatkozik a nitrogénkörforgásba; a mezőgazdaság, műtrágyák gyártása, felhasználása, a belsőégésű motorok szennyezése fokozta a biológiailag felhasználható és mérgező hatású nitrogén mennyiségét a légkörben és a legtöbb ökoszisztémában.

## Folyamatok
A nitrogén különféle formákban van jelen a környezetben: szerves nitrogénként, ammóniumként (NH4+), nitritként (NO2–), nitrátként (NO3–), dinitrogén-oxidként (N2O), nitrogén-monoxidként (NO) vagy elemi nitrogéngázként (N2). A szerves nitrogén az élőlényekben, a humuszban vagy a szerves anyagok lebomlásának köztes vegyületeiben lehet lekötve. A nitrogénkörforgás az a folyamat, amely során a nitrogén egyik formája a másikba alakul át. Ezekben az átmenetekben nagy szerepet játszanak a mikroorganizmusok, amelyek általuk energiát nyernek vagy saját növekedésükhöz gyűjtik be a nitrogént. Például az állatok vizeletének nitrogéntartalmú salakanyagait a talaj nitrifikáló baktériumai dolgozzák fel, hogy aztán a növények is felhasználhassák. A mellékelt ábrán látható, hogy ezek a folyamatok hogyan kapcsolódnak össze, hogy végül létrehozzák a nitrogénciklust.

### Nitrogénmegkötés (nitrogénfixálás)

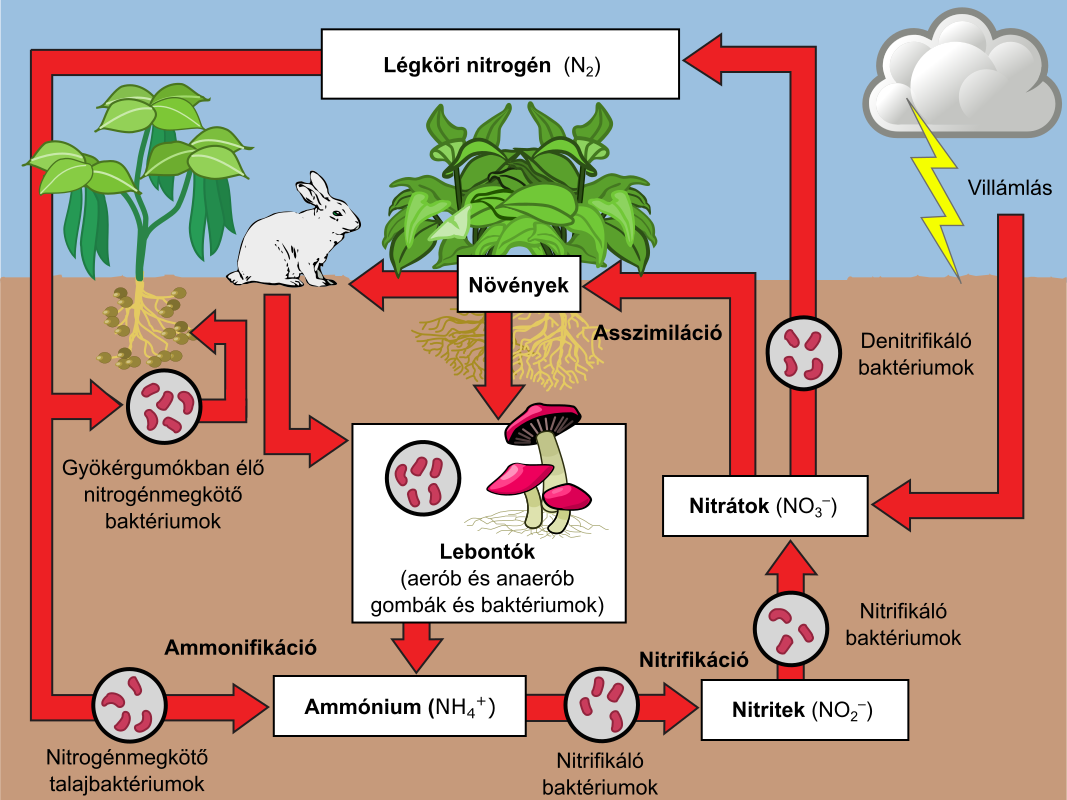
A nitrogén mozgása az ökoszisztémán belül

A nitrogénmegkötés, azaz a nitrogénfixálás során a levegő nagy többségét alkotó nitrogéngázból (N2) nitrátok és nitritek keletkeznek; ez történhet légköri, biológiai vagy ipari folyamatok által egyaránt. A növények nem tudják felhasználni a levegő kémiailag meglehetősen inert nitrogénjét, a megkötéssel azt biológiailag hasznosítható formába kell konvertálni. A villámcsapásokkal évente mintegy 5-10 millió tonna nitrogéngáz megkötődik ugyan, de a legnagyobb mennyiséget az ún. diazotróf baktériumok kötik meg, amelyeknek egy jelentős hányada növényekkel él szimbiózisban. Ezek a baktériumok olyan nitrogenáz enzimmel rendelkeznek, amely a nitrogénhez hidrogént kapcsolva ammóniát hoz létre, amely aztán további szerves anyagokba épül be. Leggyakoribb a molibdén (Mo)-nitrogenáz, amely baktériumokban és archeákban egyaránt megtalálható. A Mo-nitrogenáz egy komplex kétkomponensű enzim, amely több, fémiontartalmú segédcsoporttal rendelkezik. Szabadon is élnek nitrogénmegkötő baktériumok, mint pl. az Azotobacter. Mások, mint pl. a Rhizobium-bakteroidok pillangósvirágú növények (pl. borsó vagy lucerna) gyökérgümőiban telepedtek meg, ahol kölcsönösen előnyös (mutualista) kapcsolatban állnak a növénnyel: a nitrogéntartalmú ammóniárt cserébe szénhidrátokat kapnak. A pillangósvirágúak (és néhány másik, baktériumokkal szimbiózisban élő növényfaj) ezáltal képesek feljavítani a leromlott, alacsony nitrogéntartalmú talajokat. Ma már a teljes megkötött nitrogén mintegy 30%-át ipari módszerekkel kötik meg, a Haber–Bosch-reakcióval nitrogéngázból és hidrogénforrásból (földgáz vagy kőolaj) magas hőmérsékleten és nyomáson ammóniát készítenek.

### Asszimiláció
A növények a gyökérszőreiken keresztül veszik fel a nitrátot vagy az ammóniumot a talajból. A felszívódott nitrát először nitritionokká, majd ammóniumionokká redukálódik, hogy aztán aminosavakba, nukleinsavakba vagy klorofillba épüljön be. A rhizobiumokkal szimbiózisban élő növényeknél a nitrogén közvetlenül ammóniumionok formájában kötődik meg a gümőkben. Ma már tudjuk, hogy a Rhizobium bakteroidok és a növények között az aminosavak némileg komplexebb mozgása zajlik. A növény aminosavakat biztosít a bakteroidok számára, így annak nincs feltétlenül szüksége az ammónia asszimilációjára; a bakteroidok pedig aminosavakat adnak át (az újonnan megkötött nitrogénnel) vissza a növénynek, így kialakul közöttük egy kölcsönösen függő kapcsolat. Számos állat, gomba és egyéb heterotróf szervezet aminosavak, nukleotidok és más kisebb szerves molekulák felvételével jut nitrogénhez, azonban más heterotrófok (főleg baktériumok) képesek szervetlen vegyületeket, például ammóniumot is hasznosítani kizárólagos N-forrásként. A különböző nitrogénforrások hasznosítása minden szervezetben gondosan szabályozott.

### Ammonifikáció
Az elhullott állatokban vagy növényekben és az állatok vizeletében/ürülékében a nitrogén szerves anyagokban van jelen. A baktériumok és a gombák képesek ezt ammóniummá (NH4+) visszaalakítani; ezt a folyamatot ammonifikációnak vagy mineralizációnak nevezik. Az ebben részt vevő enzimek a következők:
- GS: glutamin-szintetáz
- GOGAT: glutaminsav-2-oxoglutarát aminotranszferáz (ferredoxin és NADH-dependens)
- GDH: glutaminsav-dehidrogenáz

### Nitrifikáció
Az ammónium nitráttá alakítását többnyire talajlakó és egyéb nitrifikáló baktériumok végzik. A folyamat első szakaszában egy baktérium (pl. Nitrosomonas) nitritté (NO2–) oxidálja az ammóniumot. Más fajok (mint pl. a Nitrobacter) tovább oxidálják a nitritet nitráttá (NO3–). Az átalakításnak nagy jelentősége van, mert az ammóniagáz mérgező a növények számára.
A fenti anyagok vízben jól oldódnak és a talaj általában rosszul köti meg az anionokat, így a nitrát eljut a talajvízig. A talajvízből származó ivóvíz magas nitráttartalma egészségügyi aggályokat vet fel, mert a csecsemőkben megzavarja a vér oxigénszállító képességét és methemoglobinémiához vezet. A folyókba szivárgó talajvíz nitrátja elősegíti azok eutrofizációját és az algaszaporodást (beleértve a mérgező kékeszöld algákét is). A nitrát közvetlenül nem mérgező a halak számára (az ammóniával ellentétben) azonban az algaszaporodással és az eutrofizációval közvetve hozzájárul a pusztulásukhoz. Emiatt a nitrogéntartalmú műtrágyák felhasználása szigorúan szabályozott.

### Denitrifikáció
A denitrifikáció során a nitrát visszaredukálódik nitrogéngázzá, bezárva ezzel a nitrogénciklust. Ezért a folyamatért az anaerob viszonyok között élő Pseudomonas, Paracoccus és más baktériumok felelősek, amelyek a légzésük során a nitrátot használják elektronakceptorként (az állatoknál és növényeknél az oxigén játssza ezt a szerepet). A fenti fajok fakultatív anaerobok, vagyis levegő jelenlétében oxigénnel is képesek lélegezni. A denitrifikáló baktériumok a rosszul levegőző talajokban alakítják át a nitrátot a növények számára közömbös nitrogéngázzá. A baktériumok lehetnek szabadon élők, vagy az anaerob csillós egysejtűek szimbiontái.

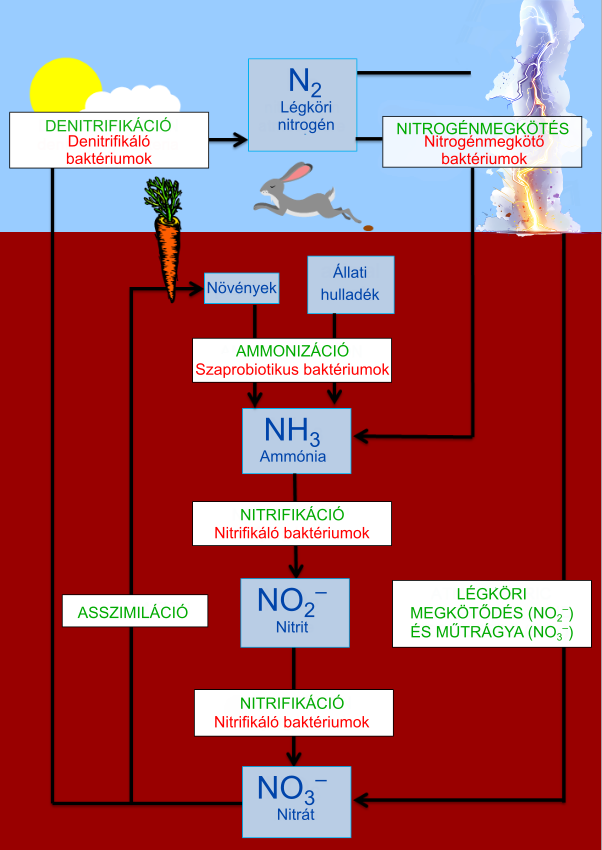
Leegyszerűsített nitrogénciklus (kékkel jelölve a tároló kompartmentek, zölddel a változás folyamatai, pirossal a végrehajtó szervezetek)

A nitrát ammóniumra történő disszimilációs redukciója (vagy nitrát/nitrit ammonifikáció, angol rövidítéssel DNRA) egy anaerob légzési folyamat. Az ezt alkalmazó mikrobák szerves anyagot oxidálnak, és a nitrátot elektronakceptorként nitritté, majd ammóniummá redukálják (NO3– -> NO2– -> NH4+). A denitrifikáló és nitrátammonifikáló baktériumok versenyeznek a környezet nitrátjáért, bár a DNRA a biológiailag hozzáférhető nitrogént szintén felvehető és vízben oldható ammóniummá konvertálja, nem pedig az atmoszférába távozó nitrogéngázt termel.

### Anaerob ammóniaoxidáció
Az anaerob ammóniaoxidáció (Anammox) egy biológiai folyamat. Ebben a redoxireakcióban az ammónia (mint elektrondonor redukálószer) és a nitrit (az elektronakceptor oxidálószer) között három elektron kerül át egymásra, amelynek eredményeként egy N2 és három vízmolekula képződik. Ez a folyamat teszi ki az óceánban a nitrogénátalakulások nagyobbik részét. A reakcióegyenlet a következő:
NH4+ + NO2– -> N2 + 2 H2O (ΔG° = –357 kJ.mol–1).
Ez egy exergonikus folyamat (itt exoterm reakció is), amely energiát szabadít fel, amit a ΔG° negatív értéke, a reakció termékei és a reagensek közötti szabadentalpia különbsége jelez.

### Egyéb folyamatok
Bár a legtöbb ökoszisztémában a nitrogénmegkötés a növények számára elérhető nitrogén elsődleges forrása, ott ahol az alapkőzet nitrogénben gazdag, annak mállása is jelentős nitrogénforrásként szolgál. A nitrátredukció a vaskörforgásnak is a része, oxigénmentes körülmények között a Fe(II) képes elektront adni az NO3–-nak, és Fe(III)-ra oxidálódik, míg az NO3– NO2–-re, N2O-re, N2-re és NH+4-re redukálódik a körülményektől és a környező mikrobiális fajoktól függően. A cetfélék ürüléke is fontos szerepet játszik a tengeri nitrogénciklus működésében, a nitrogént az óceáni környezet epipelágikus zónáiban koncentrálja, mielőtt az szétszóródna a tenger különböző rétegeiben, végső soron fokozva az elsődleges produktivitást.

## A tengeri nitrogénkörforgás

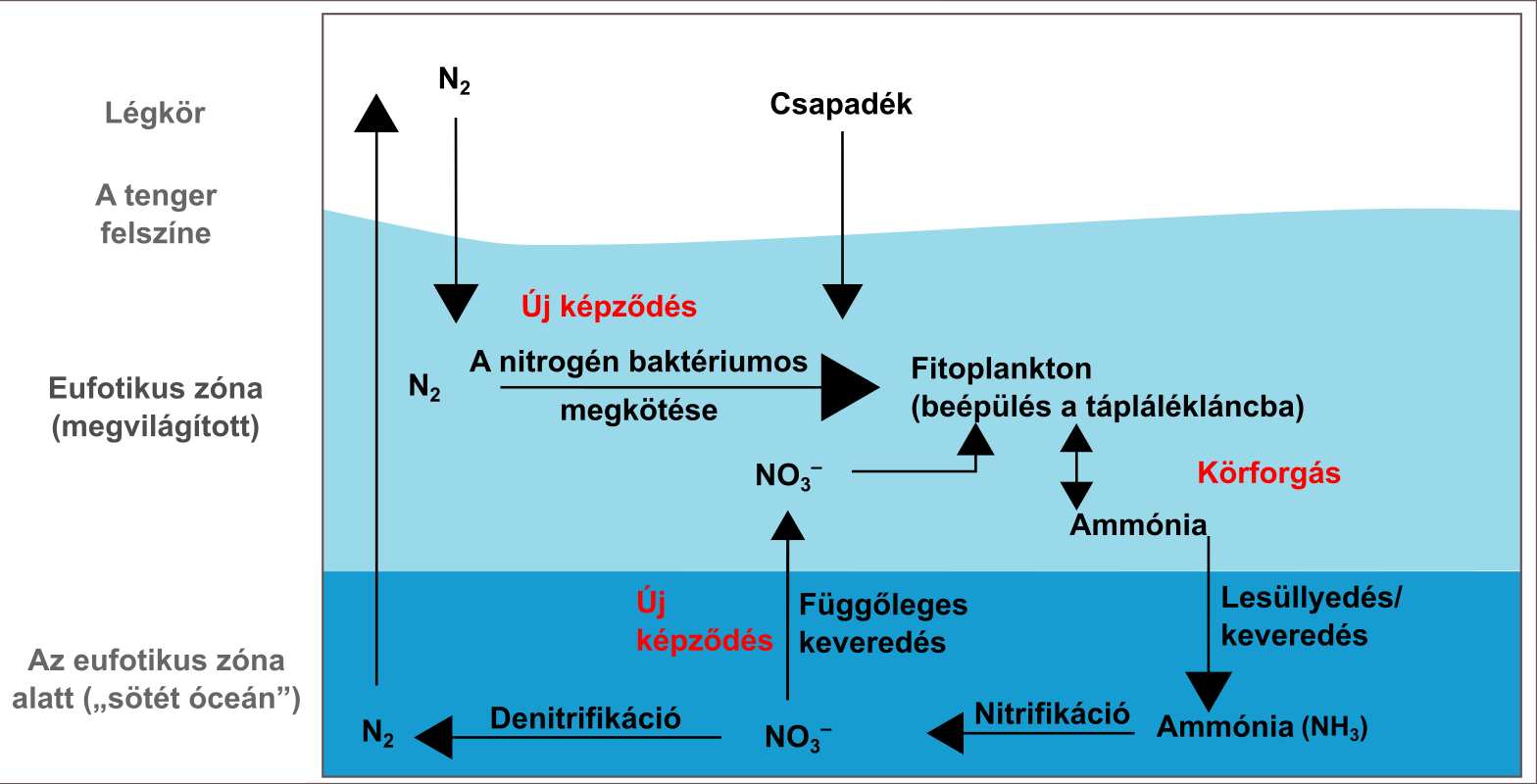
A tengeri nitrogénciklus

A nitrogénciklus az óceánban is fontos folyamat. Bár az általános körfolyamat hasonló a szárazföldihez, annak szereplői és az átadódás módjai mások. A nitrogén a csapadékkal, a folyóvizekkel vagy a légkörből érkezik a tengerbe. A fitoplankton képtelen hasznosítani az N2-t, azt előbb a cianobaktériumok megkötik. Ha a megkötés valamiért leállna, a meglévő vízi nitrogénkészletek kb. kétezer év alatt merülnének ki. A fitoplanktonnak a szerves anyagok szintéziséhez biológiailag elérhető formában van szüksége nitrogénre, majd azt ammónia és karbamid formájában választja ki a vízbe. A szerves anyagok ülepedésével a nitrogénforrások fokozatosan kikerülnek a tenger megvilágított zónájából és ammónia kerül a mélyebb rétegekbe. Az ottani baktériumok képesek az ammóniát nitritté és nitráttá alakítani, de a fény gátolja a működésüket, így ennek a megvilágított (eufotikus) zóna alatt kell történnie. Az ammonifikációt vagy mineralizációt a baktériumok végzik, amelyek a szerves nitrogént ammóniává alakítják. Ezután a nitrifikáció következik be, amely az ammóniumot nitritté és nitráttá konvertálja. A nitrát a függőleges áramlások és diffúzió révén visszajuthat az eufotikus zónába, ahol a fitoplanktonok felvehetik, hogy folytatódjék a körforgás. A N2 denitrifikáció által kerülhet vissza az atmoszférába.
A fitoplankton számára valószínűleg az ammónium a legmegfelelőbb nitrogénforrás, mivel beépítése nem jár redoxireakcióval, így kevés energiát igényel. A nitráthoz már szükség van redulákó-oxidáló reakcióra, de nagyobb mennyiségben fordul elő, ezért a legtöbb fitoplankton rendelkezik az ehhez szükséges nitrátreduktáz enzimmel. A kivételek közé tartozik a legtöbb Prochlorococcus és néhány Synechococcus faj, amelyek csak ammónium formájában képesek felvenni a nitrogént.

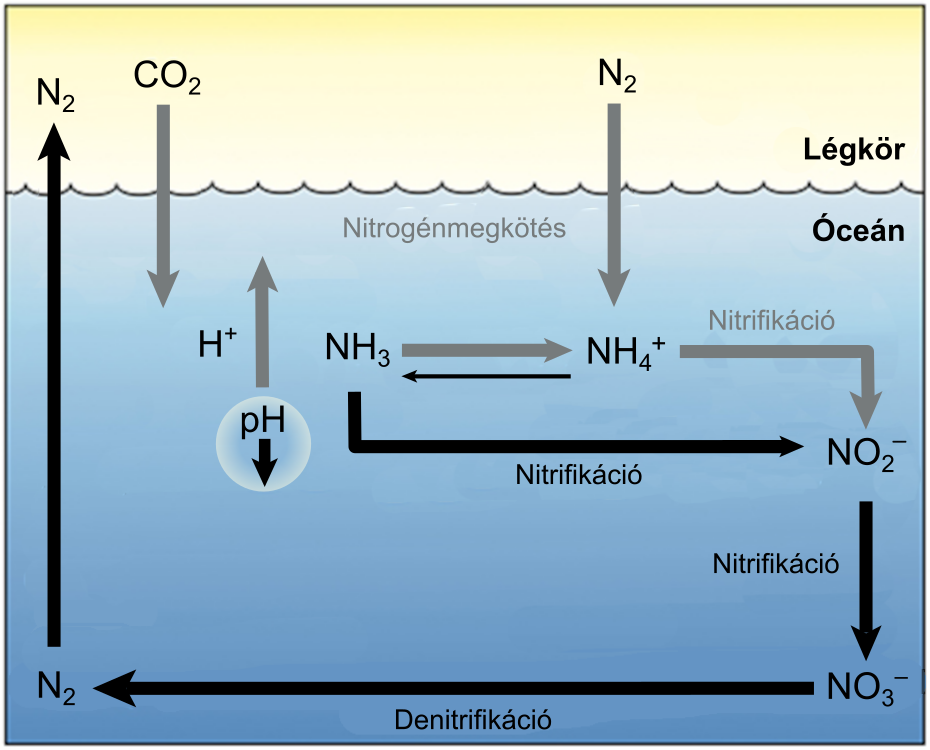
A nitrogénciklus változásai a savasodó óceánban

Az óceánban a tápanyagok nem egyenletesen oszlanak el. A feláramlások az eufotikus zóna alatti területekről szállítják felfelé a nitrogén-utánpótlást. A partközeli régiók a folyókból kapnak nitrogént, ugyanakkor a part mentén gyakoriak a felfelé áramló víztömegek is. A tápanyagszegény, oligotróf vizekben lecsökken a fitoplankton növekedése,így nitrogénfelvétele is; a mérsékelt övi vizekben ugyanez a helyzet nyáron. Az óceánokban eltérő a nitrogén különböző formáinak eloszlása is.
A felszínközeli vizek nitráttartalma általában hamar kimerül (kivéve a feláramlási zónákban). A legmagasabb a partközeli, feláramlási zónák nitráttartalma, ami általában magas klorofilltartalommal is jár együtt az elszaporodó algák miatt. Vannak azonban olyan régiók is, ahol a magas felszíni nitrátszinthez alacsony klorofilltartalom járul, elsősorban ott, ahol hiány van a tápanyagciklusokban fontos szerepet játszó vasból. A vasbevitel helyenként változik, az óceánba a szárazföldi porral és a kőzetek mállásából kerül. A vas az óceáni ökoszisztémák produktivitásának egyik fő korlátozó eleme.
Az ammónium és a nitrit 50-80 méteres mélységben (az eufotikus zóna alsó határán) éri el maximális koncentrációját, ez alatt csökkenni kezd. Ez azzal magyarázható, hogy mindkét molekula köztes termék, mindkettő gyorsan termelődik és fogy. Az óceánban lévő ammónium mennyisége körülbelül három nagyságrenddel kisebb, mint a nitráté. Az ammónium, a nitrát és a nitrit közül az utóbbi "pörög" a leggyorsabban; nitrátasszimiláció, nitrifikáció és denitrifikáció útján is keletkezhet, de azonnal fel is használják.

### Savasodó tenger
Az óceán elnyeli a légkör szén-dioxid tartalmát, amely a vízzel reakcióba lépve szénsavat képez; utóbbi bikarbonát (HCO3–) és hidrogénionokra (H+) válik szét. Ezáltal csökken a biológiai szervezetek által felvehető karbonát (CO32–) mennyisége és és a víz pH-ja is. Ennek eredményeképpen fokozódik a nitrogénmegkötő baktériumok aktivitása, amelyek H+ ionok segítségével konvertálják a nitrogéngázt ammóniává (NH3), illetve ammóniumionná (NH4+). A pH csökkenésével több ammónia alakul át ammóniummá és úgy csökken az ammónia nitritté (NO2–) való átalakítása és általában a denitrifikáció folyamata. A megkötött nitrogén így felhalmozódik az óceánban, ami eutrofizációhoz vezethet.

## Az ember hatása a nitrogénciklusra

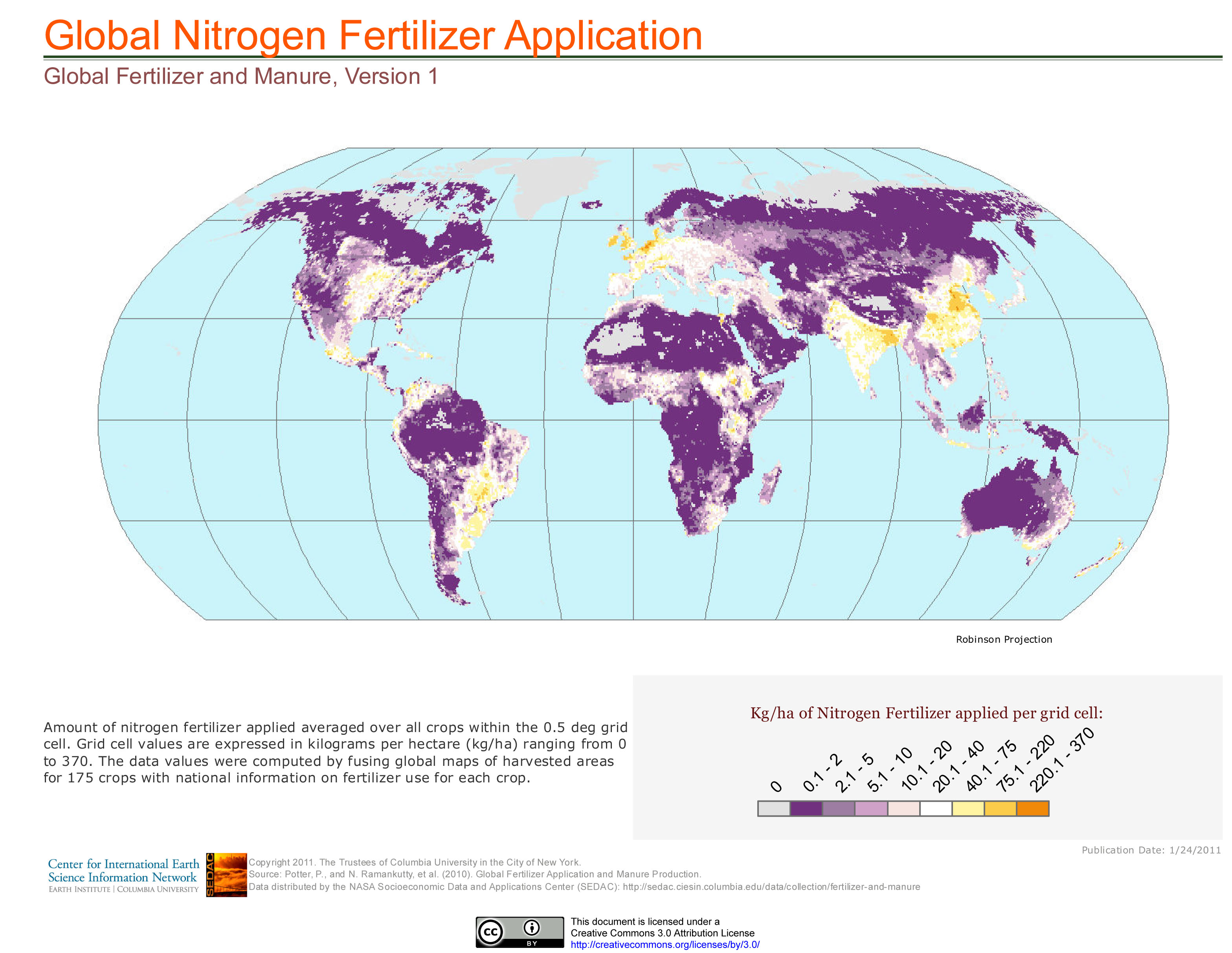
A nitrogéntartalmű műtrágyák felhasználása

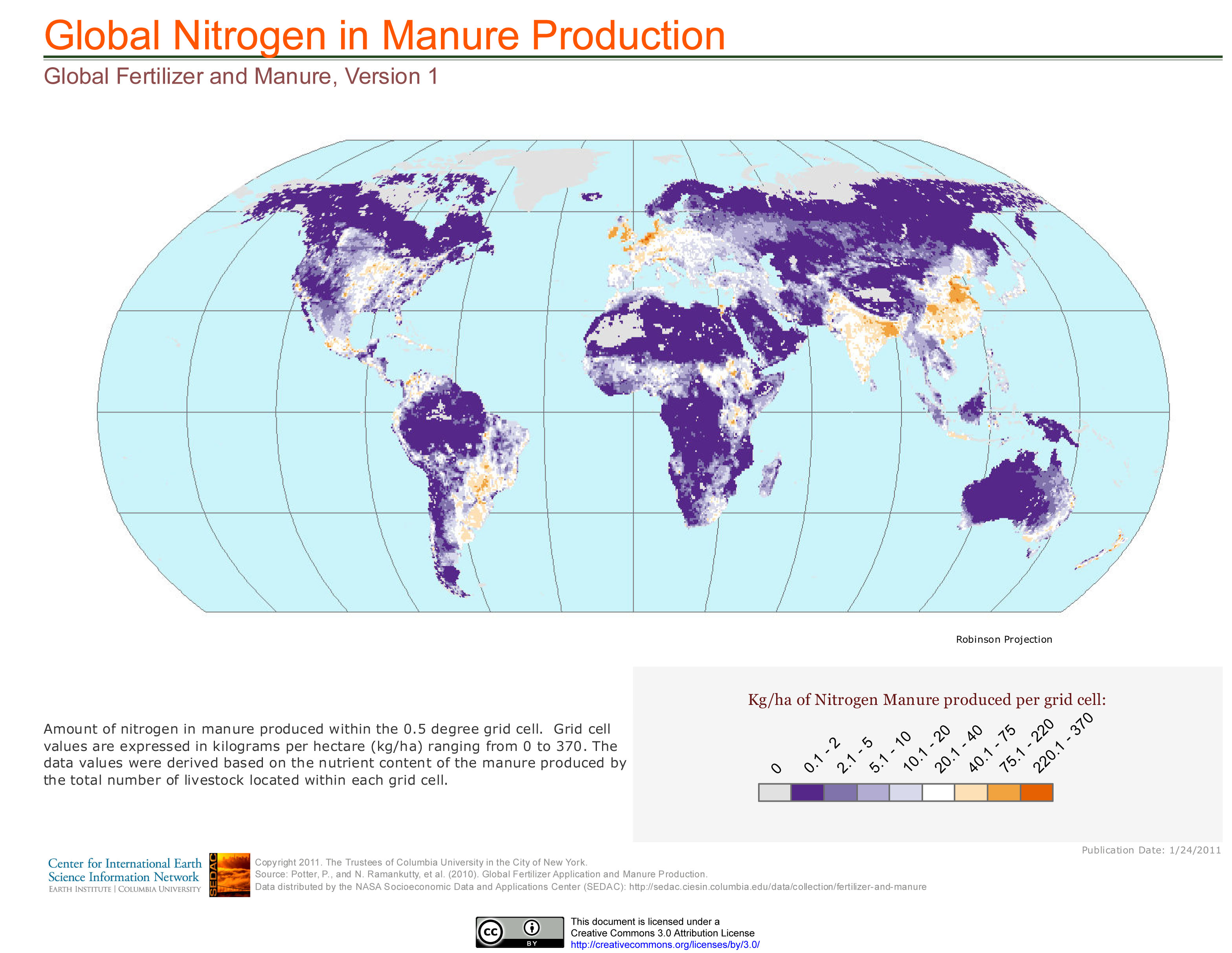
Nitrogén a termelődő trágyában

A pillangósok (mint a szója, a bab, a lucerna) nagyszabású termesztésével, a műtrágyagyártással és az ipar, valamint a közlekedés környezetszennyezése révén az emberiség több mint kétszeresére növelte a nitrogén megkötését a természetes szinthez képest. Ezenkívül jelentősen hozzájárulunk a nyomnyi mennyiségű, nitrogéntartalmú gázok atmoszférába engedéséhez, illetve a szárazföldről a tengerbe irányuló nitrogénmozgásba. A globális nitrogénciklusba a legnagyobb mértékben a fejlett ipari országokban és Ázsiában avatkozunk be, ahol intenzívebb a mezőgazdasági művelés és magasabb a közlekedés okozta szennyezés.
Az iparosodás következtében az utóbbi évszázadban több mint tízszeresére növekedett a megkötött nitrogén mennyisége; és mivel a denitrifikációs ráta nem nem tart lépést ezzel a növekedéssel, a nitrogén felhalmozódik a bioszférában.
Az ipar, a műtrágyafelhasználás, a marhatenyésztés és az erdőégetés következtében jelentősen megnőtt a dinitrogén-oxid (N2O) mennyisége a légkörben. Ez a vegyület a sztratoszférába jutva lebomlik és katalizálja az ózon bomlását. Ezenfelül üvegházhatással is rendelkezik, a szén-dioxid és a metán után jelenleg a globális felmelegedés harmadik legfontosabb komponense. Bár jóval kevesebb van belőle, mint a szén-dioxidból, ugyanakkor azonban hatása mintegy 300-szor erősebb is.
Az ember hatására az ammónia koncentrációja is háromszorosára nőtt az atmoszférában. A vízcseppekben oldódva végül salétromsavvá oxidálódik, savas esőt okozva. Ezenkívül az ammónia mérgező és károsítja a légzőszerveket.
Nitrogén-oxidok, ammónia és salétromsav természetes úton is keletkezik a légkörben a villámlás rendkívül magas hőmérsékletén, de a belső égésű motorok működése 6-7-szeresére növelte ennek mennyiségét. Minél magasabb hőmérsékleten dolgoznak a benzin- és dízelmotorok, annál több nitrogén-oxid keletkezik. Ez a fajta szennyezés a bioüzemanyagok, sőt a hidrogén égetése során is jelentkezik; bár az utóbbi esetben a hidrogén mennyiségének szabályozásával csökkenthető az üzemhőmérséklet és a keletkezett nitrogén-oxid mennyisége is.
Az ammónia és a nitrogén-oxidok megváltoztatják a légkör kémiai működését. Az atmoszféra alsó rétegeiben prekurzorai a mérgező ózon képződésének, szmogot és savas esőt indukálnak, károsítják a növényeket és növelik a bioszférába kerülő nitrogén mennyiségét. Egy kevés nitrogén javítja a növények produktivitását, de a túlzott nitrogénbevitel egyaránt károsítja a növények, állatok és az ember egészségét. A nitrogénbevitel felborítja a nitrogénszegény ökoszisztémák (pl. lápok) működését, veszélybe sodorva számos, a korábbi viszonyokhoz alkalmazkodott faj létét.

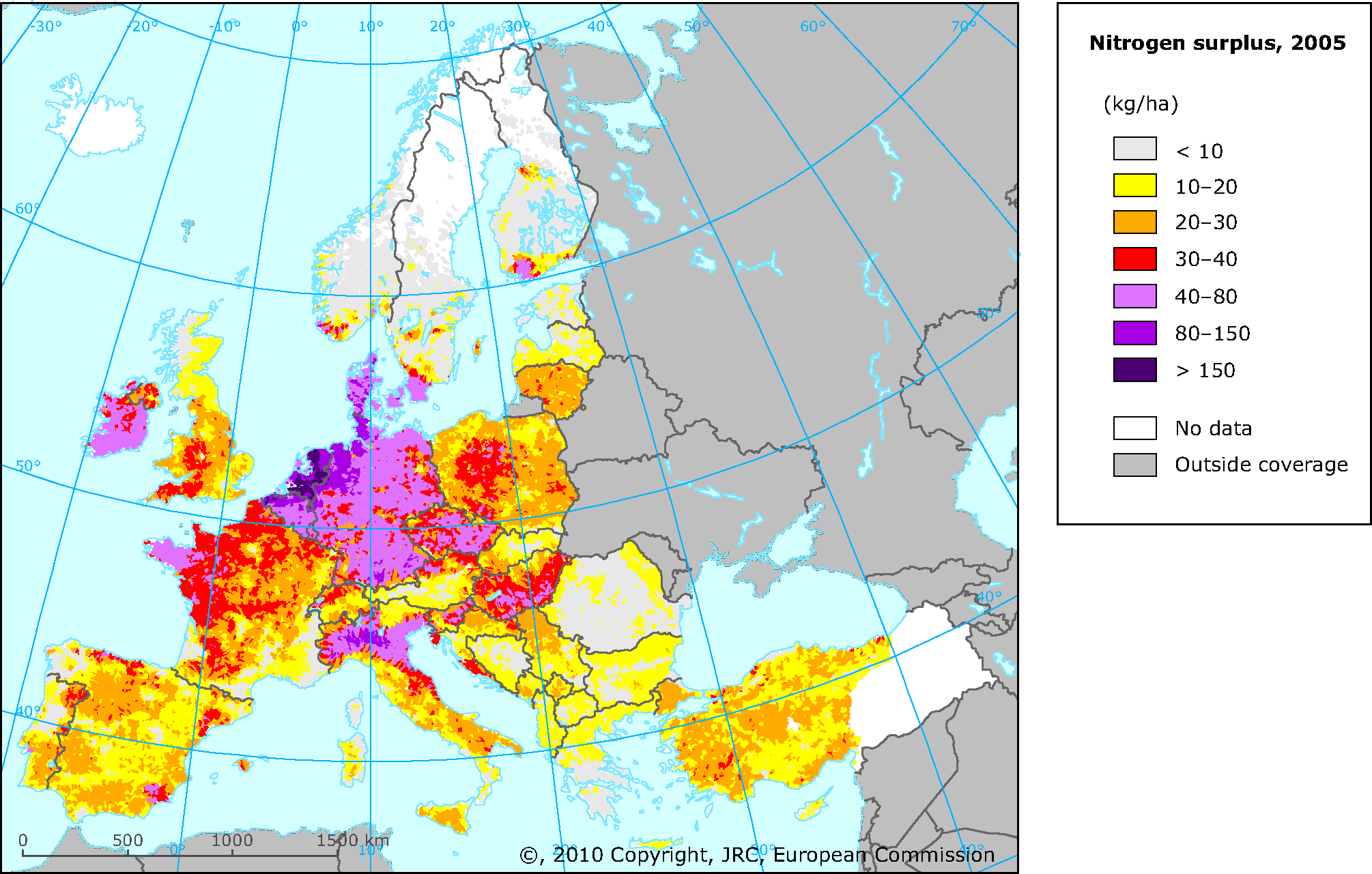
A nitrogénfölösleg eloszlása Európában (2005)

### Károsodó ökoszisztémák
Vizsgálatokkal mutatták ki, hogy a fokozott nitrogénbevitel káros hatásokkal jár mind a szárazföldi, mind a vízi ökoszisztémákra. A nitrogéntartalmú gázok és aeroszolok közvetlenül mérgezőek lehetnek egyes növényfajokra, befolyásolják növekedésüket és életműködésüket a szennyezés forrásainak közelében. A fajösszetétel is megváltozik, egyes fajok kihalnak, mások megjelennek, de összességében a biodiverzitás csökken. Az ammónia különösen mérgező azon fajok számára amelyek nitrátot használnak nitrogénforrásként, gyökereik és hajtásaik kevésbé fejlődnek a jelenlétében. A fokozott nitrogénbevitel a talaj savasodásához is vezet, ami növeli a bázikus kationok kimosódását a talajba, valamint az alumínium és más mérgező fémek mennyisége is nő; emellett rontja a nitrifikáció hatékonyságát. A fentiek okozta környezeti stressz miatt csökken a növények ellenállóképessége más káros hatásokkal (éghajlati változások, aszály, kártevők) szemben.
A vízi ökoszisztémákban a fölös nitrogén a víz elsavasodását, eutrofizációt és közvetlen toxikus hatást okozhat. Az eutrofizáció általában csökkenti a vízben oldott oxigén mennyiségét, egyes helyeken hipoxiás vagy teljesen oxigénmentes környezetet hoz létre, ami a helyi állatvilág pusztulásával jár. Különösen érzékenyek erre a kevéssé mozgékony aljzatlakó élőlények, de nem ritkák a tömeges halpusztulások sem. A nagy folyók (mint pl. a Mississippi) torkolatánál az algavirágzás miatt kiterjedt halálzónák alakulnak ki a tengerben. A tavakban a savas esők miatt lecsökken a pH, ami szintén a halak és más víziállatok pusztulását okozhatja.

### Az ivóvíz nitrátszennyezése
A túlzott műtrágyafelhasználás, illetve kisebb mértékben az egyéb nitrogéntartalmú szennyeződések (állati takarmány, trágya, háztartási és ipari szennyvíz) miatt a természetes vizekben és a talajvízben felhalmozódhat a nitrogén. Jó vízoldékonysága miatt főleg a nitrát érhet el magasabb koncentrációkat a vizekben. A talajvízből a nitrát – elsősorban a kisebb településeken, ahol az ivóvíz monitorozása, kezelése kevésbé megoldható – bejut az ivóvízbe. A gyomor savas közegében a nitrát rákkeltő nitrozaminokat és nitrozamidokat képez. A WHO 50 mg/l-es határértéket határozott meg az ivóvízben lévő nitrátra az akut, 3 mg/
l-t pedig krónikus kitettség esetén.

### Légszennyezés
Az ember a globális légköri nitrogénszennyezéssel is alapvetően beleavatkozik a nitrogénciklusba. A mezőgazdaság jelentős nitrogénforrás, főleg ammóniát, nitrogén-monoxidot és dinitrogén-oxidot termel. Az energiatermelésben, a közlekedésben és az iparban használt belső égésű motorokban különféle nitrogén-oxidok (NOx) szabadulnak fel. A nitrogéntartalmú gázok az atmoszféra alsó rétegeiben hozzájárulnak a szmog, az aeroszol és a szálló por képződéséhez; ezek mindegyike károsítja az emberi egészséget. A légkörben a nitrogén-dioxid salétromsavvá oxidálódhat tovább, amely ammóniával reagálva a szálló porba bekerülő ammónium-nitrátot (NH4NO3) képez. Az ammónia a szennyezés más összetevőivel ammónium-szulfátot és ammónium-kloridot is képezhet, amelyek szerves aeroszolrécsecskékkel reagálva fotokémiai szmogot hoznak létre.

## Fordítás
- Ez a szócikk részben vagy egészben  a   Nitrogen cycle című angol Wikipédia-szócikk ezen változatának fordításán alapul.  Az eredeti cikk szerkesztőit annak laptörténete sorolja fel. Ez a jelzés csupán a megfogalmazás eredetét és a szerzői jogokat jelzi, nem szolgál a cikkben szereplő információk forrásmegjelöléseként.